# Aléka Paparíga
Aleka Papariga (en grec : Αλέκα Παπαρήγα), née le 5 novembre 1945 à Athènes, est une femme politique grecque, secrétaire générale du KKE (Parti communiste de Grèce) de 1991 à avril 2013. Elle est la première femme grecque à diriger un parti politique.

## Jeunesse
Aleka Papariga est née à Athènes en 1945. Ses parents, originaires de Céphalonie, étaient des résistants, membres du KKE, le Parti communiste de Grèce.
Diplômée en archéologie de l'Université d'Athènes, elle a travaillé comme employée pendant huit ans dans divers services de comptabilité. Elle donne aussi, à la même époque, des cours particuliers. Depuis 1976, elle travaille exclusivement pour le parti communiste et diverses activités sociales.

## Carrière politique
Aléka Paparíga commence son activité militante dans le mouvement de la paix, en 1961 et rejoint la section de jeunesse de la Gauche démocratique unie (EDA). Elle est active dans le mouvement étudiant jusqu'au coup d'état militaire de 1967. Durant cette période, elle est membre du bureau des jeunesses de l'EDA et ensuite du bureau de l'organisation démocratique des étudiants.
Elle rejoint l'organisation clandestine du KKE en 1968 durant la dictature des colonels et milite dans le soutien aux familles des prisonniers politiques.
Après la fin de la dictature militaire, elle devient membre du bureau de l'Organisation du Parti d'Athènes (KOA) et milite dans le mouvement féministe. Comme fondatrice de la Fédération du Mouvement grec des Femmes, elle participe à l'organisation de la Journée internationale des femmes. Elle est l'une des dirigeantes du mouvement féministe jusqu'en 1991. Durant cette période, elle participe à des congrès internationaux de la Fédération démocratique internationale des femmes (FDIF), des Nations unies et à de nombreuses conférences.
Aléka Paparíga devient membre du Comité central du KKE lors du 10e congrès en mai 1978. Elle entre au bureau politique depuis 1986. Le 27 février 1991, lors du 13e congrès, elle est élue secrétaire générale du KKE et réélue à l'unanimité, en mai 1996, lors du 15e congrès.
Elle est élue députée du KKE dans la deuxième circonscription d'Athènes aux élections législatives de 1993 et constamment réélue depuis.
En février 2009, elle est réélue secrétaire générale lors du 18e congrès du KKE. Cette réélection fait d'elle la secrétaire générale au plus long mandat de l'histoire du Parti communiste de Grèce.
Dans la crise grecque, elle s'oppose à la fois aux privatisations qui, selon elle, « ne rapporteront rien » à cause des hypothèques déjà en place, et à la sortie de la zone euro.
Elle est remplacée à son poste de secrétaire général du KKE par Dimitris Koutsoumbas en avril 2013.
Aux élections législatives grecques de janvier 2015, elle est réélue députée sur la liste nationale du Parti communiste de Grèce.

## Autres informations
Elle est l'auteure de deux livres sur l'émancipation des femmes.
Elle est veuve depuis la mort de son mari dans un accident causé par un chauffard ivre et a une fille, Basileia Papariga (en grec : Βασιλεία Παπαρήγα).